# Niederbuchsiten
Niederbuchsiten es una comuna del cantón de Soleura, situada en el distrito de Gäu, Suiza. Limita al norte con la comuna de Oberbuchsiten, al este con Neuendorf, al sur con Wolfwil, y al occidente de nuevo con Kestenholz.

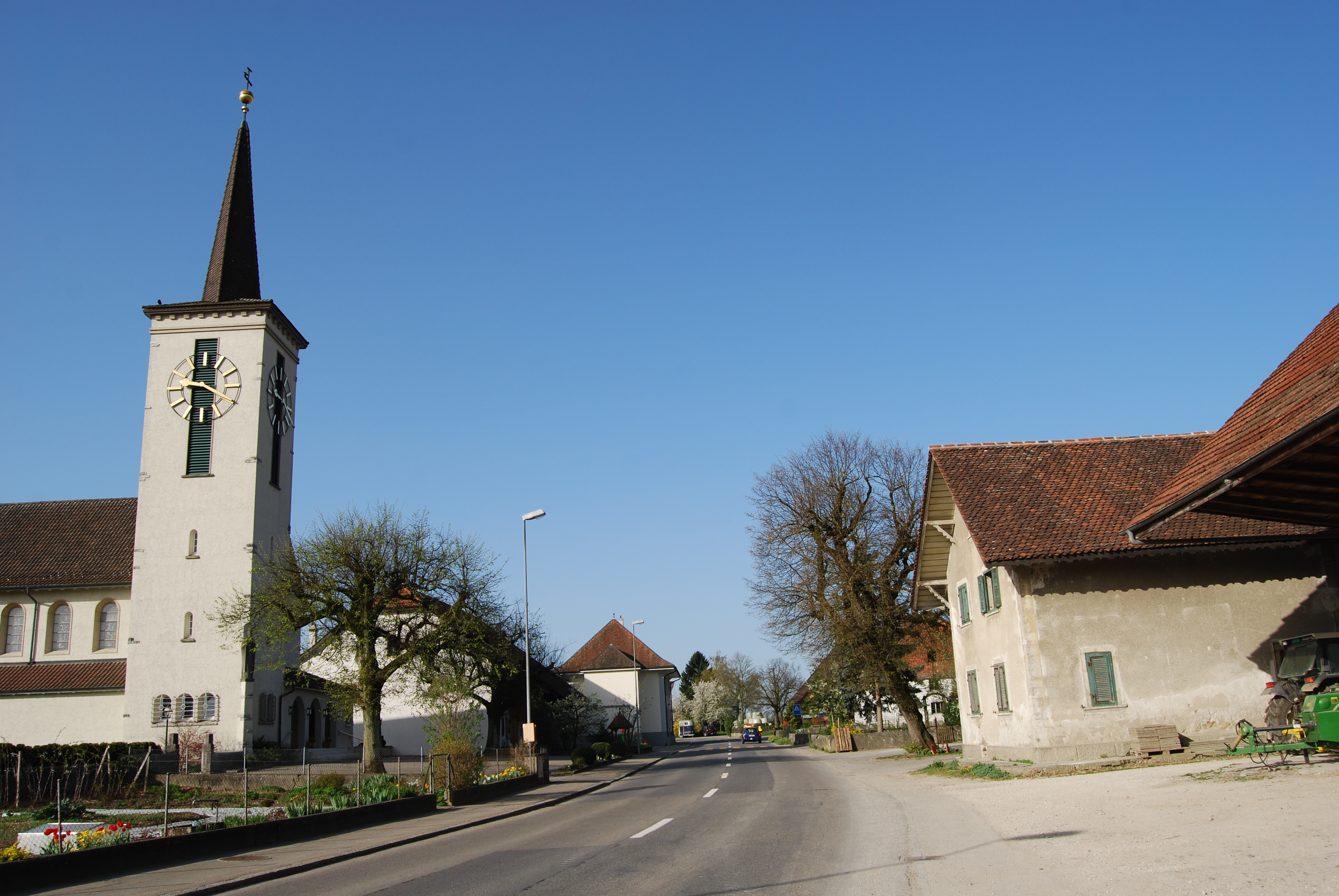
Niederbuchsiten